# Ortodoxia na República da Irlanda
O Cristianismo ortodoxo na Irlanda (em irlandês:  Ceartchreideamh em Éirinn) é a presença de cristãos ortodoxos na República da Irlanda . Dentro da Irlanda, há várias paróquias formalmente organizadas pertencentes a várias Igrejas autocéfalas, principalmente o Patriarcado de Constantinopla, a Igreja Ortodoxa Romena e a Igreja Ortodoxa Russa.

## História
Alguns ortodoxos propõem a teoria de que a Igreja na Irlanda havia experimentado um longo período de comunicação e comunhão prejudicadas com a Santa Sé antes do Grande Cisma de 1054. Alguns ortodoxos afirmam, portanto, que a Igreja Celta pregava uma forma de Cristianismo livre do legalismo romano. Eles concluem que a Igreja na Irlanda era, na verdade, uma forma provincial do Cristianismo ortodoxo, como sobrevive na Ortodoxia. Os seguidores dessa teoria observam que, embora o Cristianismo irlandês estivesse historicamente vinculado ao Cristianismo ocidental e à Igreja Católica Romana, os cristãos celtas estavam frequentemente em desacordo com a prática católica. Beda observou em sua História Eclesiástica do Povo Inglês que o Sínodo de Whitby em 663-664 colocou os cristãos celtas em oposição aos católicos continentais e suas práticas rituais. As Reformas Gregorianas do século XI foram cristalizadas na Irlanda após os sínodos do século XII: Cashel I (1101), Ráth Breasail (1111), Kells-Mellifont (1152) e Cashel II (1172). O intenso ascetismo da Irlanda cessou com a introdução das ordens católicas do monasticismo latino. Comunhões incluindo a Igreja Ortodoxa Russa Fora da Rússia e a Igreja Ortodoxa Autônoma Russa afirmam que a Irlanda pré-cisma estava, portanto, em comunhão com a Igreja Ortodoxa e, em reconhecimento a isso, às vezes incluem santos irlandeses em suas comemorações. Algumas congregações dedicaram edifícios de igrejas a santos irlandeses, particularmente dentro da Ortodoxia do Rito Ocidental.

## Modernidade
A tradição ortodoxa russa foi trazida para a Irlanda na década de 1920 pela Igreja Ortodoxa Russa Fora da Rússia, que se juntou formalmente ao Patriarcado de Moscou na década de 2000. As Igrejas ortodoxas grega e romena foram estabelecidas pela primeira vez em Dublin em 1981 e 2000, respectivamente. Todas as três jurisdições atendem principalmente imigrantes gregos e do leste europeu, juntamente com vários convertidos nascidos na Irlanda. Devido em grande parte à imigração da Europa Oriental, especialmente da Romênia, o número de cristãos ortodoxos na República da Irlanda dobrou nos últimos anos.